# Jensine
Jensine, der oprindeligt hed De Syv Søskende, er Danmarks ældste skib under sejl. Det er bygget i 1852 hos J.W. Riis i Aalborg, men med syd-fynske former. En jagt på 14,5 læster eller 32 bruttotons. Jensines første målebrev er udstedt i Aalborg den 25. april 1853, men rettet til 2. maj, og man kan følge hende gennem bl.a. fortegnelsen over danske erhvervsfartøjer, som har eksisteret siden 1864. Her står, at skibet blev bygget i 1852.
I dag ejes Jensine af foreningen Klan Skibslaget, og er hjemmehørende i Haderslev.